# مسجد لب خندق
مسجد لب خندق مربوط به دوره قاجار است و در دزفول، خیابان امام خمینی شمالی، پشت سبزقبا، کوچه شهدا واقع شده و این اثر در تاریخ ۸ دی ۱۳۷۸ با شمارهٔ ثبت ۲۵۴۷ به‌عنوان یکی از آثار ملی ایران به ثبت رسیده است.